# Enea Zuffi
Enea Zuffi (27. prosinec 1889, Turín, Italské království – 13. červenec 1968, Turín, Itálie) byl italský fotbalový útočník.
Fotbalovou kariéru zahájil v klubu Turín FC, poté hrál dva roky za městského rivala Juventus. Poslední utkání odehrál v roce 1913 v dresu Turín FC.
Za reprezentaci odehrál dvě utkání na OH 1912.

## Hráčské úspěchy

### Reprezentační
- 1x na OH (1912)